# اچ‌ام‌سی‌اس گالت (کی۱۶۳)
اچ‌ام‌سی‌اس گالت (کی۱۶۳) (به انگلیسی: HMCS Galt (K163)) یک کشتی بود که طول آن ۲۰۵ فوت (۶۲٫۴۸ متر) بود. این کشتی در سال ۱۹۴۰ ساخته شد.